# Ditte Okman
Ditte Okman (født 1974) er en dansk journalist og tidligere radiovært på Radio24syv.
Ditte Okman har været blandt de tilknyttede skribenter på 'DenFri' som er et blogunivers. Hun har desuden deltaget i madprogrammet Masterchef Danmark 4. sæson (2014).
Efter seks år på Københavns Universitet begyndte hun at læse journalistik på RUC. Hun drømte om at komme til at dække Mellemøsten og Israel. Derfor flyttede hun en periode til Israel og lærte hebraisk. I stedet blev det en anden type journalistisk, nemlig sladder, der førte Ditte til 'Se og Hør' i fire år under ledelse af Henrik Qvortrup.
Hun har tidligere været pressemedarbejder i partiet Venstre hvor hun blev fyret i april 2010, for at kalde en kioskdame "fucked up og medicineret".
Hun er vært på sladdermagasinet: 'Det vi taler om'.

## Kontroverser
I 2010 var Ditte Okman tilknyttet presseafdelingen i partiet Venstre som konsulent, men fratrådte frivilligt sin stilling efter grove bemærkninger om en medarbejder i kiosken på Christiansborg  samt negative kommentarer om journalisten Niels Brinch efter han var blevet overfaldet.
Flere kommentarer blev senere fundet fra hendes personlige Facebook profil, blandt andet kommentarer omkring den daværende overborgmester i København Frank Jensen med ordene "altid ser liderlig ud på den virkelig klamme måde" og daværende regionsformand for Region Hovedstaden, Vibeke Storm Rasmussen som "ser fed, rig og svinsk ud".